# Дірк Костер
Дірк Костер (нід. Dirk Coster; 5 жовтня 1889, Амстердам — 12 лютого 1950, Гронінген) — нідерландський фізик. У 1923 році разом із Дьєрдьом де Гевеші відкрив елемент гафній.

## Біографія
Дірк Костер народився в Амстердамі і був третьою дитиною в сім'ї робітника. У 1908 закінчив педагогічний коледж в Хаарлемі, до 1913 працював учителем. Одночасно відвідував лекції в Лейденському університеті, де на нього величезний вплив зробив П. Еренфест і який він закінчив у 1916. У 1916-20 працював асистентом В. де Гааза в Делфтському технічному університеті. У лютому 1919 року одружився з Ліною Марією Війсман. У шлюбі мали четверо дітей. У 1920-22 займався рентгенівською спектроскопією у М. Сігбана в Лундському університеті. У 1922 захистив докторську дисертацію в Лейденському університеті під керівництвом Пауля Еренфеста. У 1922-23 працював у Інституті Нільса Бора Копенгагенського університету. З 1924 займав професорську посаду в університеті Гронінгена. У 1934 р був обраний дійсним членом Нідерландської королівської академії наук.
Його іменем названий астероїд — 10445 Костер.